# Steven Gerber
Steven R. Gerber (Washington D.C., 28 september 1948 – 28 mei 2015) was een Amerikaans componist.

## Loopbaan
Gerber kreeg zijn muzikale opleiding aan het Haverford College en aan de Princeton universiteit. Hij kreeg muzikaal onderricht van Robert Parris, J.K. Randall, Earl Kim en Milton Babbitt.
Gerber kreeg in zijn loopbaan regelmatig opdrachten van uiteenlopende aard; een altvioolconcert voor Joeri Basjmet, een orkestwerk voor het San Francisco Symphony Orchestra en anderen. Onregelmatig verschenen al compact discs, geheel gewijd aan zijn werken. Chandos gaf zijn Symfonie nr. 1, zijn Altvioolconcert en de Triple-ouverture uit; Koch International zijn vioolconcert, celloconcert en serenade voor strijkinstrumenten. In 2009 verscheen kamermuziek van hem op het budgetlabel Naxos. Arabesque leverde al eerder zijn klarinetconcert en de Serenade concertante.
In 2004 ging zijn Symfonie nr. 2 in première, in 2009 Music in Dark Times bij het San Francisco orkest.
Gerber overleed in 2015 op 66-jarige leeftijd.

## Oeuvre

### Orkestwerken
- 2005-2008: Music in dark time
- 2005: twee lyrische stukken
- 2004: Symfonie nr. 2 “Elegies and fanfares”
- 2002: Klarinetconcert
- 2002: Fanfare voor de Voice of America
- 2000: Sprituals
- 1998: Triple overture
- 1998: Serenade concertante
- 1996: Altvioolconcert
- 1994: Celloconcert
- 1993: Vioolconcert
- 1992: Dirge and awakening
- 1992: Pianoconcert
- 1990: Serenade
- 1990: Ode
- 1989: Symfonie nr. 1
- 1981: Harmonium: Six poems of Wallace Stevens

### Kamermuziek
- 2007: Dialogues voor klarinet en piano
- 2003: Vijf Griekse volksliedjes (naar Ravel) voor viool en piano
- 2003: Fantasie, fuga en chaconne voor twee celli of altviool en cello
- 2002: Spirituals (strijkkwartetversie)
- 2001: Three folksong transformations, voor viool, cello en piano
- 2000: Strijkkwartet nr. 5
- 1999: Gershwiniana voor drie violen of twee violen en altviool
- 1999: Prelude en fuga voor hobo, fagot en piano
- 1997: Drie stukken voor twee violen
- 1996: Sonatine voor hobo en gitaar
- 1996: Vijf canonische duos voor hobo en fagot
- 1996: Nocturne voor viool, cello en piano
- 1995: Strijkkwartet nr. 4
- 1991: Pianokwintet
- 1988: Strijkkwartet nr. 3
- 1987: Fantasiekwartet voor percussie
- 1986: Blaaskwintet voor houtblazers
- 1984: Concertino voor strijkkwartet en piano
- 1984: Duo in drie delen voor viool en piano
- 1981: Strijkkwartet nr. 2
- 1979: Duo voor altviool en piano
- 1978: Dreamwork voor fluit, altviool, cello en piano
- 1977: Duo voor fluit en piano
- 1973: Strijkkwartet (nr. 1)
- 1972: Nexus
- 1971: Strijktrio
- 1969: Duo voor viool en piano
- 1969: Duo voor cello en piano
- 1968: Trio voor viool, cello en piano
- 1967: Variaties voor piano en 2 percussionisten
- 1967: Blaaskwartet voor fluit, hobo, klarinet en fagot
- 1967: Sonate voor viool en piano

### Liederen
- 1988: Zes liederen op tekst van William Shakespeare
- 1986: Vier elegische liederen
- 1985: Words of music perhaps (naar Yeats)
- 1984: Drum-taps: Drie patriottische gedichten
- 1982: Desert places, vijf gedichten van Robert Frost
- 1978: Liederen uit The wild swans at coole van Yeats
- 1978: Sestina: Altaforte
- 1976: Two lyrics of Gerard Manley Hopkins
- 1975: Black hours, Vijf sonnetten van Gerard Manley Hopkins
- 1974: My papa’s waltz and othe songs
- 1974: Doria; drie gedichten van Ezra Pound
- 1967: Na de begrafenis

### Koormuziek
- 2004: Session of sweet silent thought (vijf sonnetten van Shakespeare)
- 1985: Une saison en enfer (naar Rimbaud)
- 1973: Ceremony after the fire rais
- 1972: Illuminations (naar Rimbaud)
- 1972: Dylan Thomas Settings

### Solo piano
- 1989: Cocktailmuziek (lied zonder woorden)
- 1985: Twee intermezzi
- 1982: Pianosonate
- 1982: Pianofantasie; hommage aan Aaron Copland (eerste deel van pianosonate)
- 1976: Voices
- 1970: Variaties
- 1966: Twee toccatas

### Divers
- 2005: Duet voor klarinet solo
- 1991: Elegie op de naam Dmitri Sjostakovitsj (altviool)
- 1987: Drie liederen zonder woorden (viool)
- 1978: High Wood (hobo)
- 1977: Fantasie (cello)
- 1971: Epithalamium (dwarsfluit)
- 1967: Fantasie voor viool